# 김병찬 (방송인)
김병찬(金炳燦, 1963년 2월 13일 ~)은 대한민국의 방송인이다.

## 생애
충북대학교 경영학과를 졸업했으며, 2000년 영국 런던 웨스트민스터 대학원 방송정책학 석사를 마쳤다. 1990년 한국방송공사 공채 17기 아나운서가 되었다. 2000년부터 2002년까지 영국으로 유학을 갔다. 2007년부터 프리랜서로 활동하고 있다.

## 방송 활동
- 《가요톱10》 (1990년 ~ 1991년, KBS2)
- 《KBS 뉴스 (0720)》 (1991년 7월 ~ 1992년 6월, 일요일, KBS1)
- 《취미백선》 (1992년 KBS1)
- 《생방송 홈런 일요일》 (1993년, KBS2)
- 《연예가 중계》 (1992년, 2003년 ~ 2005년, KBS2)
- 《가족오락관》 (1992년, 1995년, 1996년, 1998년, 2000년 게스트 출연, KBS2)
- 《지구촌 영상음악》 (1992년 ~ 1995년, KBS2)
- 《KBS 환경보전 한마음 대행진》 (1994년, KBS2)
- 《KBS 뉴스 (1200)》 (1994년 11월 ~ 1996년 11월, 일요일, KBS1)
- 《KBS 스포츠뉴스》 (1994년, KBS1)
- 《풍물기행 세계를 가다》 (1994년, 2002년 KBS2)
- 《스포츠 중계석》 (1995년, KBS2)
- 《생방송 아침을 달린다》 (1995년, KBS2)
- 《지구촌 영상세계》 (1995년 ~ 1997년, KBS2)
- 《생방송 좋은 아침입니다》 (1997년 3월 ~ 1999년 6월, KBS2)
- 《TV데이트》 (KBS2)
- 《폭소청백전》 (KBS2)
- 《도전! 주부가요스타》 (1996년 3월 ~ 1997년 6월, 1997년 9월 ~ 1999년 8월, 2004년 ~ 2006년, KBS2)
- 《테마토크 부부본색》 (KBS2)
- 《TV는 사랑을 싣고》 (1996년 게스트 출연, KBS2)
- 《김병찬,변우영의 행복탐험》 (1998년, KBS2)
- 《설특집 스타가요 대축제 - 우리는 친구》 (KBS2)
- 《두뇌쇼! 진실감정단》 (KBS2)
- 《외국인 예능경연대회》 (KBS2)
- 《시간여행 역사속으로》 (KBS2)
- 《언제나 젊음》 (KBS1)
- 《MBC 문화스페셜》 (춘천 MBC)
- 《행복채널》 (1999년 1월 ~ 1999년 9월) (KBS2)
- 《행복충전 백세인》 (KBS2)
- 《도전! 지구 탐험대》 (1999년 10월 ~ 2000년 4월, KBS2)
- 《생생 건강테크》 (KBS2)
- 《아침마당》 (2003년 4월 7일	[명랑발언대] 우리는 새내기 (31기 공채 아나운서 패널)), 2021년 7월 12일	8931회 월요토크쇼 명불허전- 집 떠난 아나운서들 출연 · 9월 27일 8977회 대한민국의 전설의 MC 출연
- 《퀴즈탐험 신비의 세계》 (1999년 10월 ~ 2000년 10월, KBS1)
- 《열전 달리는 일요일》 (KBS2)
- 《휴먼다큐 열정》 (대구MBC)
- 《사랑의 리퀘스트》 (2003년 11월 ~ 2013년 4월, KBS1)
- 《전국 TOP 10 가요쇼》 (2008년 ~ 2009년, TJB대전방송 / 2019년 ~ 2021년, JTV전주방송)
- 《피플 세상 속으로》 (2004년 6월 ~ 10월 임시진행, KBS1)
- 《희망로드 대장정》 (2010년 ~ 2011년, KBS1)
- 《세대공감 토요일》 (175회, 2013년 6월 1일 토요일 박은영 아나운서와 함께 출연, KBS2)
- 《시간을 달리는 TV》 (2015년, KBS2)

## 광고 출연
- 태조이노베이션(2016년, 울산광역시)

## 수상 경력
- 1996년 제23회 한국방송대상 남자아나운서상
- 1996년 한국문인협회 선정 가장 문학적인 상
- 2003년 제40회 저축의 날 국민포장
- 2006년 제13회 대한민국 연예예술상 TV 진행상
- 2008년 대통령 표창
- 2011년 제18회 대한민국 연예예술상 남자 MC상

1. ↑  “孫凡秀·秦良惠아나 결혼”. 《경향신문》. 1994년 6월 29일. 2023년 6월 25일에 확인함.